# Asamblea por la Soberanía de los Pueblos
La Asamblea por la Soberanía de los Pueblos (ASP), fue una organización política de Bolivia. Se formó como un "instrumento político" de los movimientos populares del país. Alejo Véliz era el presidente nacional de la ASP.

## Historia
La ASP fue fundada en un congreso en Santa Cruz de la Sierra en 1995 titulado 'Tierra, Territorio e Instrumento Político'. En el congreso estuvieron presentes: CSUTCB, CSCB, Confederación Bartolina Sisa y CIDOB. El congreso había sido convocado por CSUTCB luego de una decisión en su congreso en 1994. El líder campesino de Cochabamba Alejo Véliz se convirtió en el principal líder de ASP con Evo Morales en segundo lugar.

## Conflictos internos
A partir de 1996, Evo Morales comenzó a despuntar como líder destacado dentro de la ASP. Pronto se convirtió en competidor de Véliz. Surgió el conflicto interno entre los seguidores de Morales y Veliz, evitas y alejistas. La ASP quiso presentarse a las elecciones nacionales de 1997, pero nunca obtuvo el registro de un partido político en la Corte Nacional Electoral. En cambio, el grupo impugnó la elección de las listas de Izquierda Unida. Véliz fue candidato a presidente y al parlamento (en la lista de representación proporcional). Sin embargo, muchos sindicatos decidieron no apoyar la candidatura de Véliz, acusándolo de haber manipulado las listas de candidatos de Izquierda Unida. Se eligieron cuatro miembros de la ASP para la Cámara de Diputados de la provincia del Chapare (todo el grupo de Izquierda Unida); Evo Morales, Román Loayza Caero, Félix Sánchez Veizaga y Néstor Guzmán Villaroel. Después de las elecciones de 1997 se produjo una escisión en la ASP y Evo Morales fue expulsado de la organización. En 1998 los partidarios de Evo Morales fundaron el Instrumento Político para la Soberanía de los Pueblos (IPSP). Cabe destacar que la mayoría de los partidarios de base de la ASP se pusieron del lado de Morales en la escisión. Uno de los líderes destacados de la ASP que se puso del lado de Morales fue Román Loayza Caero, líder de la CSUTCB.

## Elecciones 2002
De cara a las elecciones generales de 2002, un sector de la ASP encabezado por Hugo Moldiz denunció a Véliz y declaró su apoyo a la candidatura de Evo Morales.